# Oligonychus cunliffei
Oligonychus cunliffei är en spindeldjursart som beskrevs av Pritchard och Baker 1955. Oligonychus cunliffei ingår i släktet Oligonychus och familjen Tetranychidae. Inga underarter finns listade i Catalogue of Life.